# 派因點 (亞利桑那州)
派因斯點（英語：Point of Pines）是位於美國亞利桑那州葛蘭姆縣的一個非建制地區。該地的面積和人口皆未知。

## 地理
派因斯點的座標為33°21′57″N 109°45′05″W / 33.36583°N 109.75139°W，而該地的平均海拔高度為1805米（即5922英尺）。